# Albaron
Albaron is een plaatsje in het Franse departement Bouches-du-Rhône. De plaats maakt deel uit van de gemeente Arles.
In het Provençaals betekent het woord albaron/aubaron herberg.
Albaron maakte deel van het kanton Arles-Ouest tot dit op 22 maart 2015 werd opgeheven.
Albaron · Arles · Mas-Thibert · Moulès · Pont-de-Crau · Raphèle · Saliers · Salin-de-Giraud · Le Sambuc